# Eliolona (ciclismo)
La Eliolona è stata una squadra maschile italiana di ciclismo su strada, attiva nel professionismo nel 1969. Prese parte al Giro d'Italia, senza ottenere particolari risultati.
Sponsorizzata da Eliolona, azienda tessile di Garbagnate Milanese di proprietà dei fratelli Franco e Guido Artom, era diretta dal manager Alceo Moretti, già attivo con altre formazioni come Tricofilina, Springoil/Filotex e Max Meyer, e dal direttore sportivo Silvano Ciampi.

## Cronistoria

### Annuario
| Anno | Codice | Nome     | Cat. | Biciclette | Dirigenza                     |
| ---- | ------ | -------- | ---- | ---------- | ----------------------------- |
| 1969 |        | Eliolona | Pro  | ?          | Dir. sportivi: Silvano Ciampi |

## Palmarès

### Grandi Giri
- Giro d'Italia

Partecipazioni: 1 (1969) 
Vittorie di tappa: 0
Vittorie finali: 0
Altre classifiche: 0
- Tour de France

Partecipazioni: 0
- Vuelta a España

Partecipazioni: 0

## Organico

### Rosa 1969
|  | Naz.                |  | Sportivo               |  |  |  |
|  | ------------------- |  | ---------------------- |  |  |  |
|  | Germania (bandiera) |  | Siegfried Adler        |  |  |  |
|  | Italia (bandiera)   |  | Adriano Amici          |  |  |  |
|  | Italia (bandiera)   |  | Mauro Bettazzoli       |  |  |  |
|  | Italia (bandiera)   |  | Carlo Brunetti         |  |  |  |
|  | Italia (bandiera)   |  | Giovanni De Franceschi |  |  |  |
|  | Svizzera (bandiera) |  | Robert Hagmann         |  |  |  |
|  | Spagna (bandiera)   |  | Julio Jiménez          |  |  |  |
|  | Italia (bandiera)   |  | Lucillo Lievore        |  |  |  |
|  | Italia (bandiera)   |  | Giorgio Mantovani      |  |  |  |
|  | Italia (bandiera)   |  | Alberto Morellini      |  |  |  |
|  | Italia (bandiera)   |  | Francesco Plebani      |  |  |  |
|  | Svizzera (bandiera) |  | Bernard Vifian         |  |  |  |
|  | Italia (bandiera)   |  | Luigi Zuccotti         |  |  |  |